# Shizuoka Blue Revs
Shizuoka Blue Revs (ヤマハ発動機ジュビロ?, Shizuoka burūrevuzu) è un club professionistico giapponese di rugby a 15 che milita nella massima divisione nazionale, la Japan Rugby League One. Fondata nel 1984, il suo nome era "Yamaha Motors Rugby Football Club" o "Yamaha Júbilo". La squadra è stata rinominata Shizuoka Blue Revs prima del rebranding della Top League in Japan Rugby League One nel 2022.
Sono allenati dall'ex All Black Grant Batty e dal figiano Tabai Matson.

## Giocatori
- Michael Kingsbeer - estremo
- Hajime Kiso       - capitano, terza linea centro, Giappone
- Grant McQuoid     - centro
- Onishi Shotaro    - Mediano d'apertura, centre, Giappone
- Reuben Thorne     - seconda linea
- Ryo Yamamura      - pilone, Giappone
- Yuki Yatomi       - mediano di mischia, Giappone

## Giocatori passati
- Brendan Laney     arrivato nel marzo 2005
- Leon MacDonald   (mediano d'apertura, estremo) - stagione 2004-2005
- Wataru Murata    (mediano di mischia) - ritiratosi alla fine della Top League 2007-2008
- Nathan Williams  (centro, estremo)
- Takayuki Yonekura tallonatore

## Allenatori
- Kevin Schuler
- Takanobu Horikawa
- Simon Kerr